# On the Sunny Side
On the Sunny Side – kompilacyjny album muzyczny piosenkarza Deana Martina składający się z dwóch płyt winylowych LP. Zawierał utwory nagrane przez Martina w latach 1963–1967 i został wydany przez Reprise Records w 1968 roku. 
Piosenki umieszczone na tym albumie pochodzą ze wcześniejszych albumów piosenkarza takich jak: Dean „Tex” Martin: Country Style (1963), Dean „Tex” Martin Rides Again (1963), Houston (1965), Dean Martin Hits Again (1965), (Remember Me) I’m the One Who Loves You (album) (1965), Dean Martin Sings Songs from „The Silencers” (1966), Welcome to My World (1967) oraz Happiness Is Dean Martin (1967).

## Utwory
| A1 | Side By Side                    |
| A2 | I Walk The Line                 |
| A3 | In The Misty Moonlight          |
| A4 | Lay Some Happiness On Me        |
| A5 | Release Me                      |
| B1 | In The Chapel In The Moonlight  |
| B2 | Just A Little Lovin'            |
| B3 | Bumming Around                  |
| B4 | Red Sails In The Sunset         |
| B5 | You're The Reason I'm In Love   |
| C1 | The Glory Of Love               |
| C2 | Anytime                         |
| C3 | Send Me The Pillow              |
| C4 | On The Sunny Side Of The Street |
| C5 | That Old Clock On The Wall      |
| D1 | Detour                          |
| D2 | Candy Kisses                    |
| D3 | Wall Paper Roses                |
| D4 | South Of The Border             |
| D5 | Bouquet Of Roses                |